# Cyril Svoboda
Cyril Svoboda (ur. 24 listopada 1956 w Pradze) – czeski polityk, prawnik i wykładowca akademicki, wicepremier (2002–2004), minister spraw wewnętrznych (1998), minister spraw zagranicznych (2002–2006), minister bez teki (2007–2009) i minister rozwoju regionalnego (2009), przewodniczący Unii Chrześcijańskiej i Demokratycznej – Czechosłowackiej Partii Ludowej (2001–2003, 2009–2010).

## Życiorys
Ukończył w 1980 studia prawnicze na Wydziale Prawa Uniwersytetu Karola w Pradze. Pracował w przedsiębiorstwie państwowym Transgas, następnie był notariuszem w dzielnicy Praga 10. W 1990 został mianowany doradcą wicepremiera Czech do spraw praw człowieka oraz relacji między państwem a kościołami. Do 1992 był dyrektorem sekcji legislacyjnej Kancelarii Rządu Republiki Czeskiej. W latach 1992–1996 sprawował funkcję wiceministra sprawiedliwości. W 1997 zostało mu powierzone tymczasowe kierownictwo nad Radą Legislacyjną Rządu Czeskiego (do 1998), funkcję wiceprzewodniczącego tego ciała sprawował od 1992. W 1996 został mianowany wiceministrem spraw zagranicznych do spraw akcesji Czech do struktur Unii Europejskiej.
Od 2 stycznia do 23 lipca 1998 pełnił funkcję ministra spraw wewnętrznych (w rządzie, którym kierował Josef Tošovský) i w tym samym czasie przewodniczył czeskiej delegacji w negocjacjach z reprezentantami Unii Europejskiej w sprawie przystąpienia Czech do tej organizacji. W 1998 po raz pierwszy został wybrany do Izby Poselskiej, mandat deputowanego pełnił przez trzy kadencje do 2010. Od 23 lipca 1998 do 20 czerwca 2000 był przewodniczącym Komitetu Petycyjnego. 15 lipca 2002 został mianowany ministrem spraw zagranicznych oraz wicepremierem rządu Czech tworzonego przez centrolewicową koalicję (wicepremierem był do 4 sierpnia 2004, ministrem do 4 września 2006). W latach 2007–2009 był ministrem bez teki i przewodniczącym Rady Legislacyjnej w drugim rządzie Mirka Topolánka, następnie przez kilka miesięcy ministrem rozwoju regionalnego w tym samym gabinecie.
W 1995 wstąpił do Unii Chrześcijańskiej i Demokratycznej – Czechosłowackiej Partii Ludowej, której był wiceprzewodniczącym (1999–2001, 2003–2006). 28 stycznia 2001 został wybrany liderem Czwórkoalicji i jednocześnie zrezygnował ze stanowiska wiceprzewodniczącego KDU-ČSL. 31 marca 2001 zrezygnował z przewodniczenia koalicji. W tym samym roku został wybrany na przewodniczącego KDU-ČSL. W 2003 na tym stanowisku zastąpił go Miroslav Kalousek. W 2009 został ponownie objął stanowisko przewodniczącego KDU-ČSL, zastępując Jiříego Čunka. W dniu przegranych przez swoją partię wyborów z 29 maja 2010 podał się do dymisji.
W latach 1998–2006 wykładał na wydziale prawa Uniwersytetu Karola, był także wykładowcą w Wyższej Szkole Ekonomicznej w Pradze. Po odejściu z parlamentu zajął się prowadzeniem własnej działalności gospodarczej, w 2011 założył prywatną akademię dyplomatyczną.

## Życie prywatne
Cyril Svoboda jest żonaty, ma czterech synów.